# Centre culturel de la fondation Stávros-Niárchos
Le centre culturel de la fondation Stávros-Niárchos (grec moderne : Κέντρο Πολιτισμού Ίδρυμα «Σταύρος Νιάρχος», ΚΠΙΣΝ / Kéntro Politismoú Ídryma « Stávros Niárchos », KPISN) est une institution culturelle qui se trouve à Kallithéa, dans la banlieue d'Athènes. Il abrite de nouvelles installations pour la Bibliothèque nationale de Grèce et l'Opéra national de Grèce. Le complexe, qui comprend également un parc de 170 000 m2, a été conçu par Renzo Piano, financé par la Fondation Stávros-Niárchos (en), achevé en 2016 et remis à l'État grec en 2017.

## Situation
Le centre culturel est à l'extrémité sud-ouest de la municipalité de Kallithéa, près de la baie de Phalère, au nord de l'échangeur entre l'avenue Andréa Syngroú venant d'Athènes et l'avenue Posidonios qui suit le bord de mer. Il occupe, sur 21 ha environ, le site de l'ancien hippodrome, déplacé sur le complexe hippique de Markopoulo construit à l'occasion des jeux olympiques de 2004, remplacé par des installations pour ces mêmes jeux olympiques puis par un vaste parking.

## Histoire
Dès 1998, la fondation Stávros-Niárchos a conçu le projet de financer la construction d'un nouveau bâtiment pour accueillir la Bibliothèque nationale de Grèce, trop à l'étroit dans ses bâtiments anciens et peu fonctionnels du centre d'Athènes. En octobre 2006, elle prend la décision de financer et de construire à Athènes un grand centre culturel englobant non seulement la bibliothèque, mais également l'Opéra national de Grèce, qui recherchait lui aussi une implantation plus confortable, en les entourant d'un vaste parc ; en accord avec les autorités grecques, il est décidé de le construire sur le site de l'ancien hippodrome de Kallithéa. En juin 2007, un accord est conclu avec le gouvernement grec. À la suite d'un concours d'architecture, c'est le projet de Renzo Piano qui est choisi en février 2008. La crise internationale de 2008, puis la crise financière grecque ne remettent pas en cause le projet ; il est au contraire considéré comme un élément de dynamisme et d'espoir dans une conjoncture difficile. Une loi est votée par le Parlement grec et publiée le 7 août 2009 pour donner le cadre législatif du projet. La construction commence en octobre 2012.
À partir d'août 2016, les équipements ouvrent progressivement. Le 23 février 2017 est actée la remise du Centre à l'État grec.
L'investissement de la fondation pour la construction et l'équipement du Centre dépasse les 600 millions d'euros.
Une fouille de sauvegarde a été menée sur le site à partir de 2012, sous la direction de Stella Chryssoulaki, directrice des antiquités (éphore) du Pirée. Elle a permis de découvrir de très nombreuses sépultures de la nécropole de Phalère et, en particulier, les deux fosses communes contenant les « enchaînés de Phalère », probablement condamnés à mort à la suite de l'échec d'une conspiration athénienne du VIIe siècle av. J.-C. Ces deux fosses, dégagées en 2016 au niveau de l'esplanade, seront ultérieurement conservées in situ et présentées au public.

## Description
Le bâtiment est construit sur une éminence créée artificiellement, de manière à lui permettre de dominer légèrement la baie. L'entrée principale est au sud, au fond d'une placette de 40 m sur 40, appelée l'Agora, qui est un espace de circulation et de détente; à gauche de l'entrée, du côté de la mer, se trouvent les installations de l'Opéra, tandis que la Bibliothèque nationale est installée à droite ; au centre, il y a des espaces abritant les services de gestion du Centre.
D'immenses baies vitrées donnent de la transparence au bâtiment. Au-dessus de l'Opéra, un toit suspendu de 10 000 m2, le Solar Canopy, soutenu par trente fines colonnes d'acier, couvre une vaste terrasse d'où l'on peut contempler le golfe Saronique à l'ouest et la vue qui s'étend à l'est jusqu'à l'Acropole et au Lycabette. Le toit est entièrement recouvert de panneaux solaires qui permettent de couvrir une partie très importante des besoins en énergie du Centre.

### L'Opéra
L'Opéra dispose de 28 000 m2 pour ses activités. Il comporte une salle principale de 1 400 spectateurs en forme de fer à cheval avec quatre niveaux de balcons ; les murs de la scène et de la salle sont d'un rouge profond : l'ensemble évoque ainsi la tradition des salles à l'italienne, mais dans une réalisation tout à fait contemporaine. L'acoustique a fait l'objet d'une attention particulière. Une autre salle, modulable, peut accueillir 400 spectateurs au maximum. Il y a en outre plusieurs salles de répétition pour l'orchestre, pour le chœur, pour les ballets et pour les solistes.

### La Bibliothèque nationale
Dans ses nouveaux locaux d'une surface de 24 000 m2, la Bibliothèque nationale a accueilli près de 750 000 ouvrages, dont le déménagement depuis les anciens sites a été mené à bien en 2017-2018. À côté de sa fonction traditionnelle au service des chercheurs et publics spécialisés, elle a ouvert une section de lecture publique pour les enfants et les adultes.

### Le parc
Le parc occupe une surface de 170 000 m2. L'architecte de jardin américaine Deborah Nevins a dessiné le parc dont la conception générale a été imaginée par Renzo Piano. 1400 arbres ont été réimplantés, principalement des oliviers, dont certains ont déjà de 60 à 80 ans d'âge, et des pins. Des dizaines de milliers de plantes méditerranéennes garnissent les parterres.
Du sud au nord, on trouve :
- une vaste esplanade allongée, se continuant à l'ouest par une plate-forme qui passe au-dessus de l'axe de circulation routière menant au Pirée (avenue Posidonios) et aboutit au front de mer ;
- un peu en contrebas, le canal, qui mesure 400 m de long sur 30 m de large, longe dans sa partie occidentale la façade principale de l'édifice ; il est équipé de 59 jets d'eau verticaux et de 10 fontaines tournantes qui offrent plusieurs spectacles quotidiens avec un accompagnement musical et des effets de lumière ;
- la partie du parc qui se trouve dans l'axe du bâtiment, constituée d'un dessin géométrique de parterres séparés par des allées, s'élève en pente douce jusqu'au niveau du toit, dont elle devient la couverture végétalisée ; le dessin des allées est conçu pour conduire le regard vers la terrasse, couverte par la canopée, qui se trouve au-dessus de l'Opéra ; l'une de ces allées permet d'accéder à la terrasse en montant doucement depuis le parc ;
- la grande pelouse (144 m x 44,60 m) ; le labyrinthe ; des espaces de jeux pour les enfants ; des jets d'eau, etc.

### Commodités
Le Centre offre plusieurs espaces de restauration de style différent. Un parking souterrain peut accueillir 1000 voitures. De nombreux espaces sont offerts à la location pour des manifestations en tous genres : conférences, séminaires, banquets, spectacles, etc.
Une navette gratuite relie le centre d'Athènes (place Syntagma) au Centre plusieurs fois par jour.